# غرق العبارة سينار بانغون
 حادثة غرق العبارة التجارية سينار بانغون «Sinar Bangun» وقعت في بحيرة توبا في سومطرة الشمالية بإندونيسيا في يوم 18 حزيران/يونيو 2018 حيث كانت تحمل 188 راكب وأفراد الطاقم. العبارة كانت مسافرة من ميناء سيمانيندو في  جزيرة ساموسير إلى ميناء تيغاراس في سيمالونغون ريجينسي. ونشرت السلطات على الفور أفراد البحث والإنقاذ في المنطقة لتنقذ 22 فرداً تجد 3 جثث، أما الباقي فهم 164 شخصا في عداد المفقودين.

## الغرق
صرح الناجين إن الرياح كانت تهب بقوة وأن الموج كان هائجاً. وقال ناجٍ آخر أن عجلة القيادة انكسرت خلال الكارثة، وذُكر أيضاً أن الطقس في ذلك الوقت كان ذو حالة سيئة مع غزارة بالأمطار. العبارة تمايلت على الأقل ثلاث مرات حتى انقلبت في نهاية الأمر على جهتها اليمنى، حيث غرقت العبارة بعد 22 دقيقة فقط بعد أن قد غادرت الميناء. وأشار الناجين إلى أن الركاب كانوا في درقعة وصراخ وقتال وتدافع للخروج من العبارة بأسرع وقت ممكن مما أدى إلى سحق ووطئ عدة أشخاص خلال ذلك. وقالت امرأة من الناجين أنها حاولت إنقاذ أطفالها ولكن لم تتمكن حيث صاروا تحت أقدام الركاب الآخرين.
في السادس والعشرين من شهر يونيو قال مسؤول رسمي أن العدد النهائي المؤكد للعدد الركاب والطاقم هو 188 شخصاً ومنهم 164 بعداد المفقودين.

وفي الثاني من يوليو أعلنت الحكومة أنه في الثالث من نفس الشهر سيتم إيقاف عملية البحث والسبب يعود لكون المنظمة قد وجدت صعوبات بسبب عمق بحيرة توبا (أعمق من 450 متر) حيث أنها حالياً لا تملك قدرة البحث عما يفوق عمق 200 متر. وقالت عائلات الضحايا أنهم بدأوا بالفعل بمحاولة نسيان أقاربهم.